# Оазис (футбольный клуб)
«Оазис» — российский футбольный клуб из города Ярцево.

## История
Основан в 1998 году на базе одноимённой команды, которая в 1997 году завоевала звание чемпиона города, победила в первенстве и в Кубке Смоленской области и заняла третье место в Кубке чемпионов Северо-Западного региона.
Основателем клуба стала фирма «Оазис» (генеральный директор — Е. А. Баландин). В 1999 году клуб перешёл под попечение местного ликёроводочного завода, впоследствии закрывшегося.
В 1998 году «Оазис» принял участие в Первенства России среди КФК. В турнире северо-западной зоны занял 1-е место, в финальном турнире десяти победителей зон — 4-е место из 5 в своей группе.
В 1999 году «Оазис» перешёл во Второй дивизион первенства России и играл в зоне «Запад». В 1999 году занял 12-е место, в 2000 году — 14-е место (также вышел в 1/16 финала Кубка России), в 2001 году — 18-е место. На 2002 год средств не нашлось, и клуб был расформирован.

## Результаты выступлений

### В первенствах России
| Сезон | Дивизион                            | Место    | И  | В  | Н  | П  | М     | О  | Примечания               |
| ----- | ----------------------------------- | -------- | -- | -- | -- | -- | ----- | -- | ------------------------ |
| 1998  | Первенство КФК, зона «Северо-Запад» | 1 из 12  | 22 | 17 | 3  | 2  | 51-15 | 54 | Выход во Второй дивизион |
| 1999  | Второй дивизион, зона «Запад»       | 12 из 20 | 38 | 11 | 18 | 9  | 40-32 | 51 |                          |
| 2000  | Второй дивизион, зона «Запад»       | 14 из 19 | 36 | 9  | 14 | 13 | 35-40 | 41 |                          |
| 2001  | Второй дивизион, зона «Запад»       | 18 из 20 | 38 | 6  | 6  | 26 | 31-68 | 24 | Расформирован            |

### В кубках России
| Сезон     | Стадия       | Соперник                    | Счёт                                   |
| --------- | ------------ | --------------------------- | -------------------------------------- |
| 1999/2000 | 1/256 финала | Энергия (Великие Луки)      | 2:1                                    |
|           | 1/128 финала | Мосэнерго (Москва)          | 0:1, д.в.                              |
| 2000/2001 | 1/256 финала | Энергия (Великие Луки)      | 2:1                                    |
|           | 1/128 финала | Спортакадемклуб (Москва)    | 2:1                                    |
|           | 1/64 финала  | Краснознаменск              | 4:2                                    |
|           | 1/32 финала  | Локомотив (Санкт-Петербург) | 4:4, д.в. (осн. вр. — 3:3), пен. — 5:3 |
|           | 1/16 финала  | Анжи (Махачкала)            | 1:2, д.в.                              |
| 2001/2002 | 1/256 финала | Спортакадемклуб (Москва)    | 1:5                                    |

## Известные игроки
- Виктор Мильченко[3]
- Анатолий Романович[3]